# 伍長 (仙台藩・宮城県)
仙台藩と宮城県の伍長（ごちょう）は、日本の明治時代の初め、1870年頃から1878年頃に、屋敷・戸を5つまとめて末端行政を担った役職である。江戸時代の五人組の制度を受けつぐものとして仙台藩が設置し、廃藩置県後の仙台県・宮城県でもしばらく存置された。
伍長の設置時期は不明だが、1870年（明治3年）頃から史料に出てくる。武家屋敷5つをまとめて伍中という地区をつくり、住民の中から1人を選んで伍長とした。伍長は藩の軍部寮が任命した。複数の伍長を束ねる者として伍舎長が置かれた。この時期の伍長は士族の居住区に置かれ、平民の伍長はいなかった。
廃藩置県後もそのまま存置され、範囲を仙台武家屋敷から町人町や市外にも拡大した。伍長の上に立ったのは、町人町では町人代、郡村部では百姓代であった。伍長は彼らの指揮に服して戸籍作成、収税などの各種事務に携わった。他に、仙台では1872年（明治5年）の道路と溝の修理に際して、細かな方途を協議し経費・労役提供を求められる住民を鼓舞する役割が、伍長以上の者に期待された。